# Günter König (Schauspieler)
Günter König (* 23. Dezember 1926 in Dortmund; † 7. Juni 1998 in Hamburg) war ein deutscher Schauspieler, Synchronsprecher und Opernsänger sowie Hörspielsprecher.  
Einem breiten Publikum wurde er als erster Kapitän des Traumschiffs bekannt.

## Leben
Günter König absolvierte eine Ausbildung zum Opernsänger in München und Karlsruhe und nahm zudem von 1946 bis 1948 Schauspielunterricht bei E. Mehner-Luçon. Im Jahr 1948 gab er in Schillers Turandot in Thale sein Bühnendebüt. Es folgten Engagements bei den Burgfestspielen Jagsthausen, in Quedlinburg, Magdeburg, Mülheim, Osnabrück, Kassel, Dortmund, Wiesbaden und Hamburg, wo er in der Spielzeit 1979/1980 am Deutschen Schauspielhaus kommissarisch die Aufgabe des Intendanten wahrnahm. Seine Verkörperung des geltungssüchtigen Predigers Bockelson als Hauptfigur von Dürrenmatts Die Wiedertäufer bei den Ruhrfestspielen Recklinghausen wurde zudem für das Fernsehen aufgezeichnet.
Auch im Fernsehen war König vorwiegend in Produktionen von Bühnenstücken zu sehen wie 1955 in Ein Phoenix zuviel nach Christopher Fry und übernahm daneben Gastauftritte wie 1976 in dem Trimmel-Tatort Trimmel und der Tulpendieb. Einem breiten Publikum wurde er jedoch als erster Kapitän des ZDF-Traumschiffs bekannt. Von 1981 bis 1982 spielte Günter König den Kapitän Braske an der Seite von Heide Keller und Sascha Hehn, ehe er durch Heinz Weiss abgelöst wurde.
Darüber hinaus war er als Sprecher für Synchronisation, Hörfunk und Hörspiele tätig. Dabei lieh er seine Stimme unter anderem Jack Cassidy (Columbo: Schreib oder stirb), Leo Genn (Heinrich V., 1944) und Martin Landau (Angriff auf Alpha 1). König sprach vor allem für zahlreiche Jugendhörspiele der Hamburger Europa-Labels wie Die drei ??? (als Vater von Bob Andrews), Masters of the Universe und Perry Rhodan (unter dem Pseudonym Herbert Krol). Für die Reihe TKKG  übernahm er von Folge 61 bis 110 den Part des Erzählers. Ebenso gab er den Erzähler in den Hörspielserien Larry Brent und Macabros.
Günter König ruht in einem halbanonymen Grabfeld auf dem Friedhof Ohlsdorf. Es liegt im Planquadrat D 15, südöstlich von Kapelle 4.

## Filmografie (Auswahl)
- 1955: Ein Phoenix zuviel
- 1955: Der Mann mit dem Zylinder
- 1956: Das Spinnennetz
- 1957: Montserrat
- 1967: Ein Riß im Eis
- 1967: Ein treuer Diener seines Herrn
- 1967: Die Mohrin
- 1967: Der Schpunz
- 1967: Die Nibelungen – Kriemhilds Rache (TV-Film)
- 1967: Die Nibelungen –  Siegfrieds Tod (TV-Film)
- 1968: Kidnap – Die Entführung des Lindbergh-Babys
- 1968: Johannes durch den Wald
- 1969: Des Broadways liebstes Kind
- 1970: Die Ernte von My Lai
- 1971: Hamburg Transit Folge: Der Tod im Koffer
- 1971: Maestro der Revolution?
- 1971: Die Wiedertäufer
- 1972: Butler Parker – Folge: Ein klarer Fall
- 1972: Die Dreigroschenoper
- 1972: Gewissensentscheidung
- 1976: Tatort – Trimmel und der Tulpendieb
- 1978: PS – Geschichten ums Auto
- 1979: Perichole
- 1981–1982: Das Traumschiff

## Hörspiele
- 1983–1984: Larry Brent, als Erzähler in den ersten 15 Folgen
- 1984: Per Wahlöö: Mord im 31. Stock – Regie: Gottfried von Einem (Kriminalhörspiel – RB)
- 1984–1998: Die drei ???, in unterschiedlichen Rollen in 11 Folgen
- 1988–1998: TKKG, als Erzähler (Folge 61–110) – Regie: Heikedine Körting